# Социология моды
Социология моды — область социологии, изучающая моду как социальный феномен. Может рассматриваться как одно из направлений теории моды.

## Общая характеристика
Исследование моды как явления связано с изучением социального пространства. Мода связана с разграничением структуры общества и может быть представлена как форма социальных отношений. «Мода — это частный случай положения индивида в обществе и форма социальной ассимиляции обществом его представителей». Подавляющее большинство аспектов, связанных с программой, системой и ритуалами моды могут быть оценены как социальный феномен. Моду определяют как один из механизмов социальной регуляции.

## Специфика социологического анализа моды
Мода изучалась и изучается различными социальными и гуманитарными науками — экономикой, социальной антропологией, историей, культурологией, психологией, социологией. В контексте этих исследований мода рассматривается как объект социологии. Каждая из этих наук исследует феномен моды со своей точки зрения, своими методами и создает свои теоретические построения. Каждая из этих наук по-своему определяет и предмет, и объект исследования. В большинстве своем, за исключением социологии, мода практически отождествляется с одеждой, её символическим смыслом и историко-культурной обусловленностью.
Социологический анализ моды существенным образом отличается от подходов других наук. Формирование социологического подхода к рассмотрению моды как социального феномена, связанного со становлением современного общества, было инициировано уже в рамках методологических подходов, разрабатывавшихся в социологической классике. Специальным образом уже в XIX в. модой занимались Герберт Спенсер,Георг Зиммель, Габриэль Тард , а также Торстейн Веблен и Вернер Зомбарт . В социологии XX—XXI вв. в работах Ролана Барта, Жана Бодрийяра, Пьера Бурдье, Герберта Блумера, Жиля Липовецки социологическое исследование моды расширилось. В их работах анализ моды был увязан с новыми тенденциями социального развития, становлением новой экономики, массового потребления, новых поведенческих образцов, новых форм символической интеракции. Среди новейших западных социологических исследований моды следует отметить работы таких авторов, как Д. Крейн, Ю. Кавамура и др.
Исследование моды в рамках российской социологии приходятся на вторую половину XX в. и представлены работами Александра Гофмана, Е. Я. Басина, В. М. Краснова, Т. Б. Любимова, Л. В. Петрова, В. И. Толстых и др. Эти исследования осуществляют анализ моды, по словам Александра Гофмана, «как одну из форм, один из механизмов социальной регуляции и саморегуляции человеческого поведения». А. Б. Гофман определяет моду «как социальный регулятор поведения, в котором объекты выступают в роли знаков модных ценностей». Моду как социальный институт рассматривают и некоторые российские исследователи.

## История социологии моды
В истории развития социологии моды можно выделить два основных этапа: классический этап социологического анализа XIX — начала XX вв.; современный этап — второй половины XX — начала XXI вв.
Все социологические концепции моды являются частью общей социологической теории и имеют свою историко-социологическую специфику.
Первый, классический, этап развития социологии моды связан с концепциями моды Г. Спенсера, Габриэля Тарда, Георга Зиммеля. Эти социологи заложили основы теоретического подхода к исследованию моды, как механизма интеграции и дифференциации, а также указали на основной механизм её распространения — подражание. В работах Торстейна Веблена и Вернера Зомбарта было расширено социологическое понимание феномена моды. Эти социологи осуществили увязывание моды и потребления, а также выявили преимущественно экономические и социально-психологические механизмы её распространения.
Современный этап развития социологии моды во второй половине XX — начале XXI вв. связан с именами таких социологов, как Г. Блумер, Р. Барт, Ж. Бодрийяр, П. Бурдье, Ж. Липовецки. Мода в работах этих социологов рассматривается в перспективе символического интеракционизма, структурализма и постмодернизма как символическая, знаковая совокупность социальных взаимодействий, структурируемых либо системой потребления, либо различными формами социального неравенства; как символический обмен.

## Фундаментальные свойства моды как социального явления
При всех понятийно-терминологических и содержательных различиях, которые встречаются при анализе и концептуализации моды в рамках социологии, можно указать на выявленные большинством социологов фундаментальные свойства моды как социального явления.
— Большинство социологов указывает на то, что мода участвует в процессах дифференциации и интеграции; объединяет группы и классы, с одной стороны, и отделяет их друг от друга, с другой; является специфическим социальным полем; участвует в процессах индивидуализации, в процессах «утверждения себя по отношению к другому». Это позволяет считать, что мода выполняет социально-интегративную функцию.
— Мода объединяет через потребление социальную, экономическую и культурную подсистемы общества, а значит, обладает системно-интегративной функцией.
— Мода участвует в процессах символического оформления статуса, указывает, например, на принадлежность к «праздному классу», символически оформляет индивидуальность, обладает знаковой и символической природой. Это позволяет рассматривать моду как один из ценностно-нормативных порядков.
— Мода является компонентом культуры, она обладает творческой природой, является типом повествования, схожа с литературой, что свидетельствует о наличии у моды социализирующей функции.
— Социологический анализ позволяет определить моду как социальный институт .
 Моде присущи характеристики социального института: статусно-ролевая структура, оформленная в систему специфических институциональных организаций, а также ряд специфических функций, связанных с функционированием моды в конце XX — начале XXI вв. Мода является поздним социальным институтом, оформившимся в период модернизации европейских обществ.
— Мода — социальный институт обществ модерна, сменивший институт обычая традиционных обществ в области символической социальной дифференциации и потребления. Мода как социальный институт представляет собой статусно -ролевую структуру, образованную из организаций, групп, индивидуумов, мероприятий и практик, целью которых является создание в обществе образного символического социального порядка, организация и социальная легитимация процесса потребления, прежде всего как маркера социальной дифференциации. Мода как институт обладает рядом универсальных, а также специфических дополнительных функций, таких как культурная и экономическая глобализация, синхронизация процессов потребления и производства и др.